# Okanagan—Similkameen
Pour les articles homonymes, voir Okanagan (homonymie).
Okanagan—Similkameen est une ancienne circonscription électorale fédérale de la Colombie-Britannique, représentée de 1979 à 1988.
La circonscription de Okanagan—Similkameen est créée en 1976 avec des parties de Fraser Valley East, Kamloops—Cariboo et Okanagan Boundary. Abolie en 1987, elle est redistribuée parmi Okanagan-Centre et Okanagan—Similkameen—Merritt.

## Géographie
En 1976, la circonscription d'Okanagan—Similkameen comprenait:
- Le district régional d'Okanaga-Similkameen
- Des parties des districts régionaux de Central Okanagan, de Kootenay Boundary et de Thompson-Nicola

## Député
1. 1979-1984 — Fred King, PC

- PC = Parti progressiste-conservateur